# Позор (фильм, 1992)
«Позор» (англ. Shame) — американский телефильм, вышедший на экраны в 1992 году.

## Сюжет
Сюжет фильма близок к сюжету одноимённого австралийского фильма «Позор», но действие перенесено из Австралии в США.
Сильная и волевая женщина-адвокат на праздник приезжает в небольшой городок на северо-западе США, где она дружится с местной девочкой-подростком. Женщина пытается убедить её выдвинуть обвинения против местных бандитов, совершивших над ней сексуальное насилие.

## В ролях
- Аманда Донохью
- Дин Стоквелл
- Дэн Готье
- Ли Гарлингтон
- Ларри Бранденбург
- Файруза Балк
- Скотт Беллис
- Виатт Орр
- Бетти Филлипс